# Појана Сибиулуј (Сибињ)
Појана Сибиулуј (рум. Poiana Sibiului) насеље је у Румунији у округу Сибињ у општини Појана Сибиулуј. Oпштина се налази на надморској висини од 982 m.

## Историја
Према државном шематизму православног клира Угарске, 1846. године у том насељу су четири свештеника. Били су то пароси: поп Никола Бан, поп Арон Сербу (Србин), поп Гаудентиус Сербу (Србин) и поп Константин Георге. Број православних породица износио је 706.

## Становништво
Према подацима из 2002. године у насељу је живело 2799 становника.

### Попис2002.
| Расподела становништва по националности 2002.‍ | Расподела становништва по националности 2002.‍ | Расподела становништва по националности 2002.‍ | Расподела становништва по националности 2002.‍ | Расподела становништва по националности 2002.‍ |
| --------------------------------------------- | --------------------------------------------- | --------------------------------------------- | --------------------------------------------- | --------------------------------------------- |
|                                               |                                               |                                               |                                               |                                               |
| Румуни                                        | Румуни                                        |                                               | 2.782                                         | 99,5%                                         |
| Роми                                          | Роми                                          |                                               | 15                                            | 0,5%                                          |